# 필립 리드

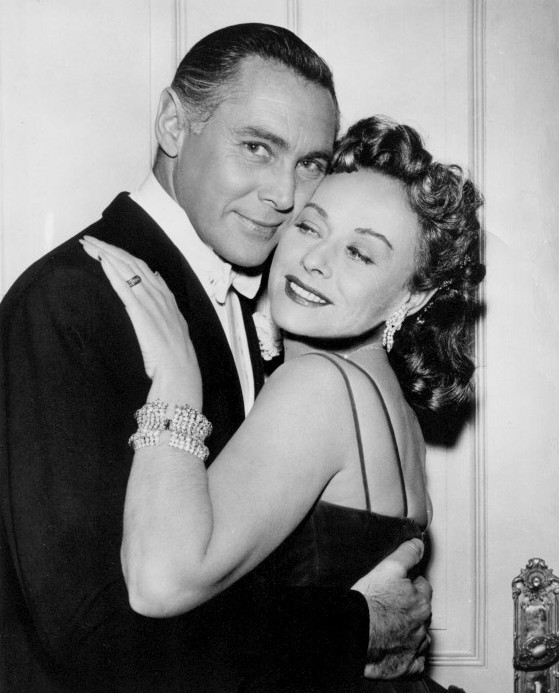

필립 리드(Phillip Reed, 1908년 3월 25일 ~ 1996년 12월 7일)는 미국의 연극 배우, 영화배우, 텔레비전 배우이다.
뉴욕에서 태어났으며 로스앤젤레스에서 사망하였다. 포리스트 론 메모리얼 파크에 매장되었다.

## 영화
- 헤럼 스케럼 (1965년)
- 밴디트 퀸 (1950년)
- 언노운 아일랜드 (1948년)

- 《클론다이크 애니》 (1936)